# شورتون رکوردز
شورتون رکوردز (انگلیسی: Suretone Records) یک ناشر موسیقی آمریکایی مستقر در لس آنجلس، کالیفرنیا است که در سال ۲۰۰۶ ایجاد گردید.